# A Woman's Worth
A Woman's Worth is een nummer van R&B/Soulzangeres Alicia Keys, voor haar debuutalbum Songs in A Minor uit 2001. In februari 2002 werd het nummer uitgebracht als de tweede single van dat album. Het nummer werd geschreven door Keys en Erika Rose, en geproduceerd door Keys. In 2002, won het nummer een NAACP Image Award voor "Outstanding Song".
Het nummer stond in de Nederlandse Top 40 op zijn hoogst op nummer 11.
Het nummer staat ook op Keys' livealbum Unplugged.

## Clip
De clip van het nummer, werd geregisseerd door Chris Robinson. In 2002 werd het genomineerd voor "Beste R&B Clip" bij de MTV Video Music Awards, maar won deze niet.

### Plot
De clip gaat verder, waar die van Fallin' ophield.
Keys' vriend komt uit de gevangenis, en hij is gefrustreerd, omdat hij geen baan kan vinden. In de tussentijd realiseert Keys zich dat hij niet veel aandacht aan haar besteedt, en ze is bang dat haar vriend het vinden van een baan belangrijker vindt, dit wordt uitgelegd in de zin: "You will lose if you choose to refuse to put her first.", vertaald: "'Je zal haar kwijtraken, als je haar weigert als eerste te plaatsen".
De clip begint wanneer Keys over straat loopt, en Fallin' zingt. Een kind komt naar haar toe, en zegt: "Hey kleintje, wat is er? Je ziet er goed uit vandaag. Dus, ga je me wat tijd geven, of niet?". Keys antwoordt hierop: "Waar heb je het over, kleintje? Wat weet jij van de waarde van een vrouw?". Het nummer begint daarna meteen, Keys is dan in haar appartement, speelt piano en zingt.
In het volgende shot, is haar vriend boos, omdat hij geen baan heeft kunnen vinden, en hij gaat naar zijn vrienden. Zijn vrienden lachen hem uit om z'n nette kleren. Hij komt boos thuis, en ziet Keys niet bij de deur, en loopt haar voorbij.
Daarna loopt er een oude vrouw over straat, die worstelt met haar te zware boodschappentas. Een jonge man komt dan naar haar toe en helpt haar.
Terug in Keys' appartement, zitten Keys en haar vriend op de bank. In deze scène, zingt Keys "I'll hold you down when it gets rough", "Ik hou je vast als het vervelend wordt", terwijl die zin op het album staat als "I'll hold you down when shit gets rough", oftewel: "Ik zal je vasthouden als die klote dingen vervelend worden".
In de volgende scène is er weer het kind van het begin van de clip, die avondeet met zijn ouders. Hij ziet dat zijn ouders ruzie hebben, en dat ze beginnen de schreeuwen waar de jongen bij zit. De vader gooit dan z'n eten op de grond, en loopt weg. Zijn vrouw blijft huilend achter, en het jongetje is gechoqueerd. Hij gaat later naar de slaapkamer van zijn moeder, om haar te troosten. In shots tussendoor, zien we Keys buiten haar appartement, terwijl ze piano speelt en zingt.
Het jongetje loopt dan over straat terwijl het hard regent, midden in de nacht. Hij ziet Keys, die in een telefooncel staat te praten. Hij deelt zijn paraplu met haar, en ze lopen samen verder.
De video eindigt ermee, dat Keys het laatste refrein van het nummer zingt.